# Minor Disturbance
Minor Disturbance − debiutancka EPka The Teen Idles wydana w styczniu 1981 roku przez wytwórnię Dischord Records. Utwory nagrano w Inner Ear Studios (Arlington) we wrześniu 1980.

## Lista utworów
1. "Teen Idles" (The Teen Idles) − 0:45
2. "Sneakers" (The Teen Idles) − 1:28
3. "Get Up and Go" (The Teen Idles) − 0:52
4. "Deadhead" (I. MacKaye, M. Sullivan) − 1:21
5. "Fleeting Fury" (The Teen Idles) − 1:20
6. "Fiorucci Nightmare" (The Teen Idles) − 0:44
7. "Getting in My Way" (The Teen Idles) − 1:05
8. "Too Young to Rock" (The Teen Idles) − 2:04

- utwór 8 nagrano w klubie "9:30" 6 listopada 1980, Waszyngton

## Skład
- Nathan Strejcek − śpiew
- Geordie Grindle − gitara
- Ian MacKaye − gitara basowa
- Jeff Nelson − perkusja

produkcja
- Don Zientara − inżynier dźwięku
- Skip Groff − producent